# 24 uur van Le Mans 1963

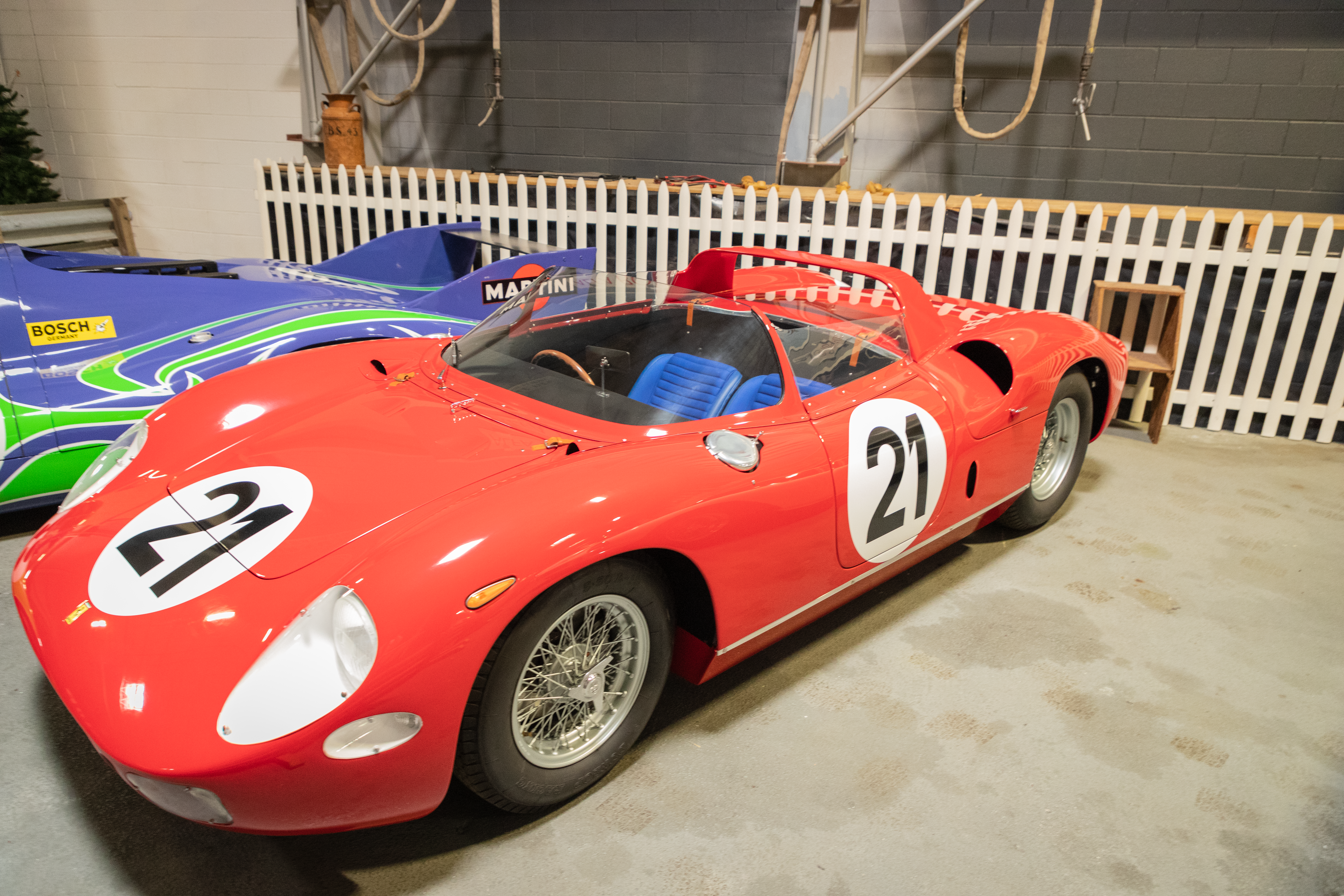
De winnende auto: de Ferrari 250 P #21.

De 24 uur van Le Mans 1963 was de 31e editie van deze endurancerace. De race werd verreden op 15 en 16 juni 1963 op het Circuit de la Sarthe nabij Le Mans, Frankrijk.
De race werd gewonnen door de SpA Ferrari SEFAC #21 van Ludovico Scarfiotti en Lorenzo Bandini, die allebei hun enige Le Mans-zege behaalden. De GT 3.0-klasse werd gewonnen door de Equipe Nationale Belge #24 van Jean Blaton en Gérard Langlois van Ophem. De P +3.0-klasse werd gewonnen door de Maranello Concessionaires Ltd. #12 van Mike Salmon en Jack Sears. De GT +3.0-klasse werd gewonnen door de AC Cars Ltd #3 van Ninian Sanderson en Peter Bolton. De P 2.0-klasse werd gewonnen door de Porsche System Engineering #28 van Edgar Barth en Herbert Linge. De GT 1.3-klasse werd gewonnen door de Team Elite #39 van Pat Ferguson en John Wagstaff. De P 1.15-klasse werd gewonnen door de Société Automobiles René Bonnet #53 van Claude Bobrowski en Jean-Pierre Beltoise. De GT 2.0-klasse werd gewonnen door de Alan Hutcheson #31 van Alan Hutcheson en Paddy Hopkirk.
De race werd overschaduwd door een dodelijk ongeluk van Christian Heins en zware blessures voor Roy Salvadori en Jean-Pierre Manzon.

## Race
Winnaars in hun klasse zijn vetgedrukt. Auto's die minder dan 70% van de afstand van de winnaar van hun klasse hadden afgelegd werden niet geklasseerd. Ook de #00 Owen Racing Organisation werd niet geklasseerd omdat deze in een experimentele klasse deelnam. De Ed Hugus #4 en de Scuderia Sant Ambroeus 35 werden gediskwalificeerd omdat de olie van deze auto's te vroeg werd vervangen. De #44 Lawrence Tune Engineering werd gediskwalificeerd omdat deze te veel achterstand had opgelopen. De #58 Jean-Georges Branche werd gediskwalificeerd omdat de brandstof van deze auto te vroeg werd bijgevuld.
| Pos. | Klasse  | No. | Team                           | Coureurs                              | Chassis                      | Motor                        | Ronden |
| ---- | ------- | --- | ------------------------------ | ------------------------------------- | ---------------------------- | ---------------------------- | ------ |
| 1    | P 3.0   | 21  | SpA Ferrari SEFAC              | Ludovico Scarfiotti Lorenzo Bandini   | Ferrari 250 P                | Ferrari 3.0L V12             | 339    |
| 2    | GT 3.0  | 24  | Equipe Nationale Belge         | Jean Blaton Gérard Langlois van Ophem | Ferrari 250 GTO              | Ferrari 3.0L V12             | 323    |
| 3    | P 3.0   | 22  | SpA Ferrari SEFAC              | Mike Parkes Umberto Maglioli          | Ferrari 250 P                | Ferrari 3.0L V12             | 323    |
| 4    | GT 3.0  | 25  | Ecurie Francorchamps           | Pierre Dumay Leon Dernier             | Ferrari 250 GTO              | Ferrari 3.0L V12             | 322    |
| 5    | P +3.0  | 12  | Maranello Concessionaires Ltd. | Mike Salmon Jack Sears                | Ferrari 330 LMB              | Ferrari 4.0L V12             | 314    |
| 6    | GT 3.0  | 26  | North American Racing Team     | Masten Gregory David Piper            | Ferrari 250 GTO/LMB          | Ferrari 3.0L V12             | 312    |
| NC   | Exp     | 00  | Owen Racing Organisation       | Graham Hill Richie Ginther            | Rover-BRM                    | Rover Turbine                | 310    |
| 7    | GT +3.0 | 3   | AC Cars Ltd                    | Ninian Sanderson Peter Bolton         | AC Cobra Hardtop             | Ford 4.7L V8                 | 310    |
| 8    | P 2.0   | 28  | Porsche System Engineering     | Edgar Barth Herbert Linge             | Porsche 718/8 W-RS Spyder    | Porsche 1962cc F8            | 300    |
| 9    | GT +3.0 | 15  | Briggs Cunningham              | Briggs Cunningham Bob Grossman        | Jaguar E-Type Lightweight    | Jaguar 3.8L S6               | 283    |
| 10   | GT 1.3  | 39  | Team Elite                     | Pat Ferguson John Wagstaff            | Lotus Elite Mk14             | Coventry Climax 1216cc S4    | 270    |
| 11   | P 1.15  | 53  | Automobiles René Bonnet        | Claude Bobrowski Jean-Pierre Beltoise | Bonnet Aérodjet LM6          | Renault-Gordini 1108cc S4    | 269    |
| 12   | GT 2.0  | 31  | Alan Hutcheson                 | Alan Hutcheson Paddy Hopkirk          | MG MGB Hardtop               | BMC 1803cc S4                | 264    |
| NC   | P 1.15  | 41  | Automobiles René Bonnet        | Robert Bouharde Bruno Basini          | Bonnet Aérodjet LM6          | Renault-Gordini 1108cc S4    | 211    |
| DNF  | P 3.0   | 23  | SpA Ferrari SEFAC              | John Surtees Willy Mairesse           | Ferrari 250 P                | Ferrari 3.0L V12             | 252    |
| DNF  | P 1.0   | 50  | Automobiles Alpine             | Bernard Boyer Guy Verrier             | Alpine A110 M63              | Renault-Gordini 996cc S4     | 227    |
| DNF  | GT 1.6  | 32  | Sunbeam Talbot                 | Keith Ballisat Jack Lewis             | Sunbeam Alpine               | Sunbeam 1592cc S4            | 200    |
| DNF  | GT 1.3  | 38  | Team Elite                     | Frank Gardner John Coundley           | Lotus Elite Mk14             | Coventry Climax 1216cc S4    | 167    |
| DNF  | GT 1.6  | 34  | Scuderia Sant Ambroeus         | Giancarlo Sala Romolo Rossi           | Alfa Romeo Giulietta SZ      | Alfa Romeo 1570cc S4         | 155    |
| DNF  | P +3.0  | 6   | Lola Cars Ltd.                 | David Hobbs Richard Attwood           | Lola Mk6 GT                  | Ford 4.7L V8                 | 151    |
| DNF  | P +3.0  | 7   | David Brown Racing Dept.       | William Kimberly Jo Schlesser         | Aston Martin DP214           | Aston Martin 3.7L S6         | 139    |
| DNF  | P +3.0  | 11  | North American Racing Team     | Dan Gurney Jim Hall                   | Ferrari 330 LMB              | Ferrari 4.0L V12             | 126    |
| DSQ  | GT +3.0 | 4   | Ed Hugus                       | Ed Hugus Peter Jopp                   | AC Cobra Coupé               | Ford 4.7L V8                 | 117    |
| DNF  | GT 2.0  | 30  | Porsche System Engineering     | Ben Pon Heinz Schiller                | Porsche 356 B 2000 GS/GT     | Porsche 1967cc F4            | 115    |
| DNF  | P +3.0  | 10  | North American Racing Team     | Pedro Rodríguez Roger Penske          | Ferrari 330 TRI/LM           | Ferrari 4.0L V12             | 113    |
| DSQ  | P 1.0   | 44  | Lawrence Tune Engineering      | Chris Lawrence Chris Spender          | Deep Sanderson 301           | BMC 997cc S4                 | 110    |
| DNF  | P 3.0   | 27  | Porsche System Engineering     | Jo Bonnier Tony Maggs                 | Porsche 718/8 GTR Coupé      | Porsche 1981cc F8            | 109    |
| DNF  | GT 3.0  | 20  | SpA Ferrari SEFAC              | Carlo Abate Fernand Tavano            | Ferrari 250 GTO              | Ferrari 3.0L V12             | 105    |
| DSQ  | P 1.0   | 58  | Jean-Georges Branche           | Jean-Georges Branche Claude Dubois    | Abarth 850                   | Fiat 847cc S4                | 96     |
| DNF  | GT 2.0  | 29  | Porsche System Engineering     | Carel Godin de Beaufort Gerhard Koch  | Porsche 356 B 2000 GS/GT     | Porsche 1967cc F4            | 94     |
| DNF  | P 1.15  | 42  | Donald Healey Motor Company    | Bob Olthoff John Whitmore             | Austin-Healey Sebring Sprite | BMC 1101cc S4                | 94     |
| DNF  | GT 1.6  | 33  | Sunbeam Talbot                 | Peter Harper Peter Procter            | Sunbeam Alpine               | Sunbeam 1592cc S4            | 93     |
| DNF  | P +3.0  | 9   | Pierre Noblet                  | Pierre Noblet Jean Guichet            | Ferrari 330 LMB              | Ferrari 4.0L V12             | 79     |
| DSQ  | GT 1.6  | 35  | Scuderia Sant Ambroeus         | Giampiero Biscaldi Sergio Pedretti    | Alfa Romeo Giulietta SZ      | Alfa Romeo 1570cc S4         | 70     |
| DNF  | GT +3.0 | 19  | Jean Kerguen                   | Jean Kerguen Jacques Dewez            | Aston Martin DB4 GT Zagato   | Aston Martin 3.7L S6         | 65     |
| DNF  | P 1.0   | 49  | Automobiles Alpine             | René Richard Piero Frescobaldi        | Alpine A110 M63              | Renault-Gordini 996cc S4     | 63     |
| DNF  | GT +3.0 | 8   | David Brown Racing Dept.       | Bruce McLaren Innes Ireland           | Aston Martin DP214           | Aston Martin 3.7L S6         | 59     |
| DNF  | P 1.0   | 48  | Automobiles Alpine             | Christian Heins José Rosinski         | Alpine A110 M63              | Renault-Gordini 996cc S4     | 50     |
| DNF  | P 1.0   | 52  | Urbain Fabre                   | Jean-Pierre Manzon Jean Rolland       | Bonnet Aérodjet LM6          | Renault-Gordini 996cc S4     | 47     |
| DNF  | P +3.0  | 2   | Maserati France                | André Simon Lloyd Casner              | Maserati Tipo 151/3 Coupé    | Maserati 4.9L V8             | 40     |
| DNF  | GT +3.0 | 16  | Briggs Cunningham              | Roy Salvadori Paul Richards           | Jaguar E-Type Lightweight    | Jaguar 3.8L S6               | 40     |
| DNF  | P +3.0  | 17  | Peter Sargent                  | Peter Sargent Peter Lumsden           | Lister Costin Coupe          | Jaguar 3.8L S6               | 29     |
| DNF  | P +3.0  | 18  | David Brown Racing Dept.       | Phil Hill Lucien Bianchi              | Aston Martin DP215           | Aston Martin 4.0L S6         | 29     |
| DNF  | P 1.0   | 54  | Automobiles René Bonnet        | Gérard Laureau Jean Vinatier          | Bonnet RB5                   | Renault 716cc S4             | 25     |
| DNF  | GT +3.0 | 14  | Briggs Cunningham              | Walt Hansgen Augie Pabst              | Jaguar E-Type Lightweight    | Jaguar 3.8L S6               | 8      |
| DNF  | GT 1.6  | 36  | Scuderia Filipinetti           | Karl Foitek Armand Schäfer            | Alfa Romeo Giulietta GZ      | Alfa Romeo 1570cc S4         | 7      |
| DNF  | P 1.0   | 51  | Automobiles René Bonnet        | Roger Masson Pierre Monneret          | Bonnet Aérodjet LM6          | Renault-Gordini 996cc S4     | 4      |
| DNF  | P 1.0   | 55  | "Sarayac"                      | Guy Flayac Lucien Barthe              | Abarth 1000 SP               | Fiat 998cc S4                | 3      |
| DNF  | P 1.0   | 56  | Auto Union GmbH                | André Guilhaudin Alain Bertaut        | CD-DKW Coupé                 | DKW 750cc S3 (tweetaktmotor) | 1      |
| DNP  | GT +3.0 | 1   | A. Green                       | Jerry Grant Don Campbell              | Chevrolet Corvette C2        | Chevrolet 5.4L V8            | 0      |
| DNP  | GT +3.0 | 5   | Lola Cars Ltd.                 | Tony Maggs John Love                  | Lola Mk6 GT                  | Ford 4.7L V8                 | 0      |
| DNP  | GT 1.3  | 40  | Equipe Nationale Belge         | Claude Dubois Georges Harris          | Lotus Elite Mk14             | Coventry Climax 1216cc S4    | 0      |
| DNP  | P 1.0   | 44  | Equipe Lausannoise             | Bernard Collomb                       | Deep Sanderson 301           | BMC 997cc S4                 | 0      |
| DNP  | P 1.15  | 43  | Scuderia Filipinetti           | Herbert Müller Jean-Jacques Thuner    | ASA 1000 GT                  | ASA 1032cc S4                | 0      |
| DNP  | P 1.0   | 46  | Scuderia AS Elmo d'Argento     | Jean Vinatier Paul Condrillier        | ASA 1000 GT                  | ASA 996cc S4                 | 0      |
| DNP  | P 1.0   | 47  | Scuderia AS Elmo d'Argento     | Carlo Facetti Giorgio Bassi           | ASA 1000 GT                  | ASA 996cc S4                 | 0      |

1923 · 1924 · 1925 · 1926 · 1927 · 1928 · 1929 · 1930 · 1931 · 1932 · 1933 · 1934 · 1935 · 1936 · 1937 · 1938 · 1939 · 1940 - 1948 · 1949 · 1950 · 1951 · 1952 · 1953 · 1954 · 1955 (Ramp) · 1956 · 1957 · 1958 · 1959 · 1960 · 1961 · 1962 · 1963 · 1964 · 1965 · 1966 · 1967 · 1968 · 1969 · 1970 · 1971 · 1972 · 1973 · 1974 · 1975 · 1976 · 1977 · 1978 · 1979 · 1980 · 1981 · 1982 · 1983 · 1984 · 1985 · 1986 · 1987 · 1988 · 1989 · 1990 · 1991 · 1992 · 1993 · 1994 · 1995 · 1996 · 1997 · 1998 · 1999 · 2000 · 2001 · 2002 · 2003 · 2004 · 2005 · 2006 · 2007 · 2008 · 2009 · 2010 · 2011 · 2012 · 2013 · 2014 · 2015 · 2016 · 2017 · 2018 · 2019 · 2020 · 2021 · 2022 · 2023 · 2024